# Penstemon marcusii
Penstemon marcusii là một loài thực vật có hoa trong họ Mã đề. Loài này được (D.D. Keck) N.H. Holmgren mô tả khoa học đầu tiên năm 1979.